# Yelicones doyeni
Yelicones doyeni är en stekelart som beskrevs av Quicke, Austin och Chishti 1998. Yelicones doyeni ingår i släktet Yelicones och familjen bracksteklar. Inga underarter finns listade i Catalogue of Life.